# زيدو سنوسي
Zaidoon Raheem (بالإنجليزية: Zaidu Sanusi)‏ (مواليد 13 يونيو 1997) هو لاعب كرة قدم نيجيري يلعب في مركز الظهير الأيسر في نادي بورتو.

## روابط خارجية
- زيدو سنوسي على موقع الاتحاد الأوربي (الإنجليزية)
- زيدو سنوسي على موقع قاعدة بيانات كرة القدم.إي يو (الإنجليزية)
- زيدو سنوسي على موقع ناشيونال فوتبول تيمز (الإنجليزية)
- زيدو سنوسي على موقع Soccerway.com (الإنجليزية)
- زيدو سنوسي على موقع عالم كرة القدم.نت (الإنجليزية)